# Graveerstift (sterrenbeeld)

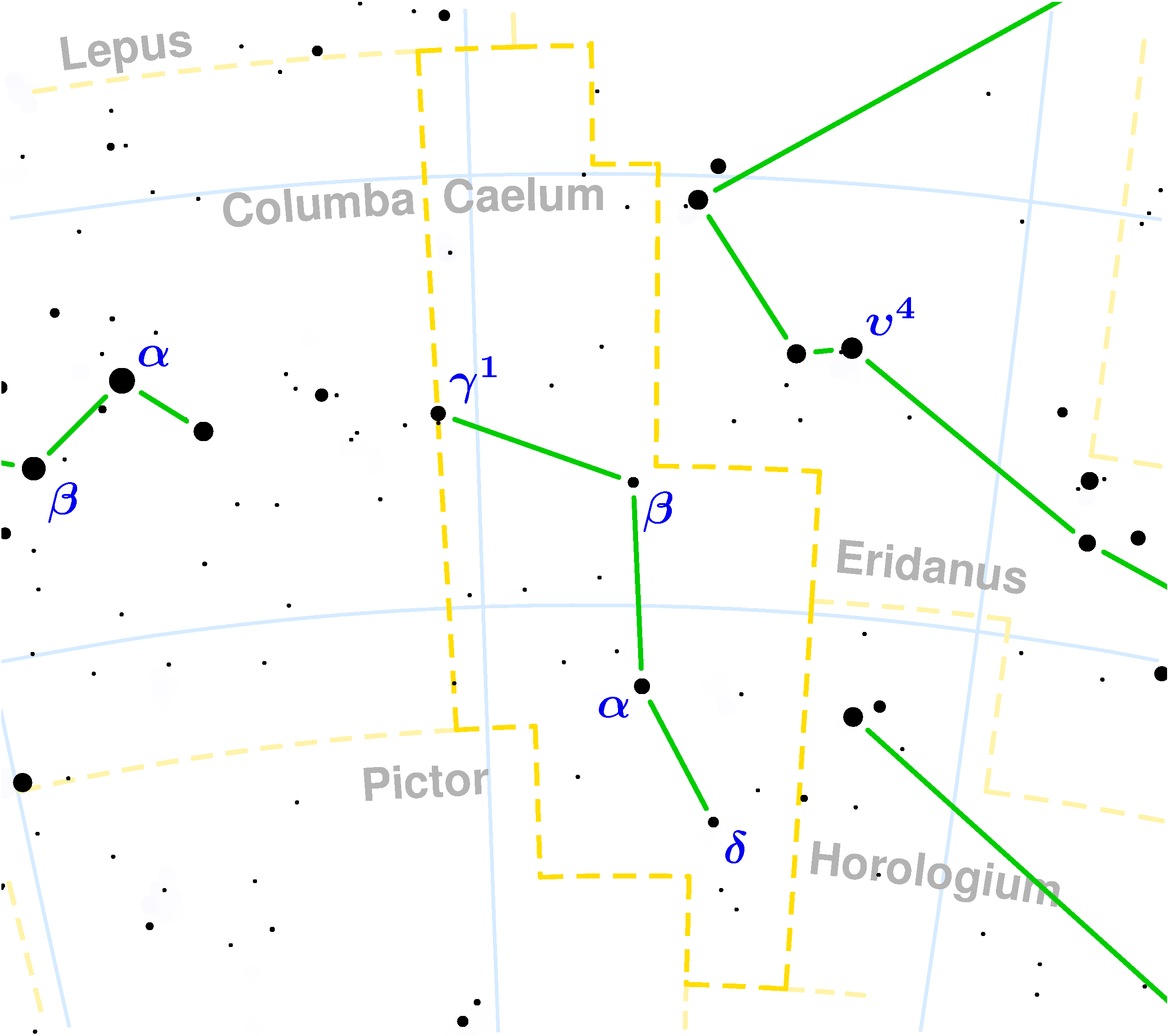
Kaart van het sterrenbeeld Graveerstift

Graveerstift (Caelum, afkorting Cae) is een onopvallend sterrenbeeld aan de zuiderhemel. Het ligt tussen rechte klimming 4u18m en 5u03m en tussen declinatie −27° en −49°. Op de breedte van de Benelux kan het gedeeltelijk even boven de zuidelijke horizon komen.
Het sterrenbeeld werd in 1752 ingevoerd door Lacaille. De oorspronkelijke benaming was Caela sculptoris; varianten hierop waren Caelum scalptorium en Stili sculptorum.

## Sterren
Dit sterrenbeeld heeft geen heldere sterren, de helderste, alpha Caeli, heeft magnitude 4,45.

## Telescopisch waarneembare objecten

### New General Catalogue(NGC)
NGC 1567, NGC 1570, NGC 1571, NGC 1572, NGC 1585, NGC 1595, NGC 1598, NGC 1616, NGC 1658, NGC 1660, NGC 1668, NGC 1679, NGC 1687, NGC 1701, NGC 1759

### Index Catalogue (IC)
IC 2068, IC 2069, IC 2072, IC 2076, IC 2084, IC 2090, IC 2106

## Het grensgeval NGC 1558
In het sterrenbeeld Graveerstift bevindt zich ook het spiraalstelsel NGC 1558 dat in sommige versies van de New General Catalogue vermeld is alszijnde een object in het sterrenbeeld Slingeruurwerk (Horologium). Het object NGC 1558 bevindt zich net op Eugène Delporte's grenslijn tussen deze twee sterrenbeelden.

## Carafe groepenCarafe stelselin het sterrenbeeld Graveerstift
De extragalactische stelsels NGC 1595 en NGC 1598, samen met het Carafe stelsel (PGC 15172), worden wel eens de Carafe groep genoemd.

## Aangrenzende sterrenbeelden
(met de wijzers van de klok mee)
- Eridanus (Rivier Eridanus)
- Slingeruurwerk (Horologium)
- Goudvis (Dorado)
- Schilder (Pictor)
- Duif (Columba)
- Haas (Lepus)